# Liste der Bodendenkmäler in Burtenbach
Auf dieser Seite sind die Bodendenkmäler in dem schwäbischen Markt Burtenbach zusammengestellt. Diese Tabelle ist eine Teilliste der Liste der Bodendenkmäler in Bayern. Grundlage ist die Bayerische Denkmalliste, die auf Basis des Bayerischen Denkmalschutzgesetzes vom 1. Oktober 1973 erstmals erstellt wurde und seither durch das Bayerische Landesamt für Denkmalpflege geführt wird. Die folgenden Angaben ersetzen nicht die rechtsverbindliche Auskunft der Denkmalschutzbehörde.

## Bodendenkmäler in Burtenbach
| Lage                          | Objekt | Akten-Nr.     | Bild           |
| ----------------------------- | --- | ------------- | -------------- |
| (Standort)                    | Burgstall des Mittelalters. | D-7-7628-0016 |                |
| (Standort)                    | Grabhügel vorgeschichtlicher Zeitstellung. | D-7-7628-0025 |                |
| (Standort)                    | Grabhügel vorgeschichtlicher Zeitstellung. | D-7-7628-0026 |                |
| (Standort)                    | Viereckschanze der jüngeren Latènezeit. | D-7-7628-0027 |                |
| (Standort)                    | Grabhügel der Bronzezeit. | D-7-7628-0029 |                |
| (Standort)                    | Mittelalterlicher Burgstall. | D-7-7628-0036 |                |
| (Standort)                    | Siedlung des Neolithikums. | D-7-7628-0058 |                |
| Kirchberg 1 (Standort)        | Mittelalterliche und frühneuzeitliche Befunde im Bereich der evangelisch-lutherischen Pfarrkirche St. Johannes (ehemals St. Anna) in Burtenbach. | D-7-7628-0065 | weitere Bilder |
| Hauptstraße 24 (Standort)     | Mittelalterlicher Burgstall, neuzeitliches Schloss.                                                                                              | D-7-7628-0066 | weitere Bilder |
| Sankt-Georg-Weg 17 (Standort) | Mittelalterliche und frühneuzeitliche Befunde im Bereich der katholischen Pfarrkirche St. Georg in Kemnat.                                       | D-7-7628-0068 | weitere Bilder |
| Ortsstraße 33 (Standort)      | Mittelalterliche und frühneuzeitliche Befunde im Bereich der katholischen Pfarrkirche St. Maria Immaculata in Oberwaldbach.                      | D-7-7628-0070 | weitere Bilder |
| (Standort)                    | Siedlung der Urnenfelderzeit. | D-7-7628-0108 |                |
| (Standort)                    | Burgstall des Mittelalters. | D-7-7628-0109 |                |
| (Standort)                    | Grabhügel vorgeschichtlicher Zeitstellung. | D-7-7629-0051 |                |
| (Standort)                    | Viereckschanze der jüngeren Latènezeit. | D-7-7629-0072 |                |